# Biała księga Polska-UE
Biała księga Polska-UE (ang. White Paper Poland-EU) – dokument opracowany przez ekspertów Unii Europejskiej w latach 1993–1996.
Przyjęty został podczas szczytu Rady Europejskiej w Cannes w czerwcu 1995 r. Określała ona stan przygotowań i dopasowania polskich aktów prawnych do standardów Unii Europejskiej, a przede wszystkim dostosowań do rynku wewnętrznego. Przedstawiała również roczne programy dostosowawcze przyjmowane przez Polski rząd i określała jednocześnie ramy oraz perspektywy stosunków RP – UE. Efektem jej podpisania przez polski rząd było przyjęcie w styczniu 1997 r. Narodowej Strategii Integracji.
Biała księga obejmowała prawo, gospodarkę, naukę i technologię oraz liczyła w sumie ponad 70 tomów. Wszystkie obszary negocjacyjne zawarte w niej zostały zamknięte 13 grudnia 2002 r. podczas szczytu UE w Kopenhadze.